# Tarkus squirei
Tarkus squirei è un pesce osseo estinto, appartenente ai lofiiformi. Visse nell'Eocene medio (circa 50 - 48 milioni di anni fa) e i suoi resti fossili sono stati ritrovati in Italia, nel famoso giacimento di Bolca.

## Descrizione
Dal corpo schiacciato e molto simile a quello degli attuali pesci pipistrello della famiglia Ogcocephalidae, Tarkus era caratterizzato da una combinazione di caratteristiche che lo distinguevano dagli altri componenti della famiglia. Il corpo era a forma di disco arrotondato, moderatamente depresso e fornito di un peduncolo caudale spesso e robusto; le ossa frontali erano dotate di un solco mediano centrale che ospitava l'illicium; i denti erano presenti sia lungo le mascelle che sul palato, e l'osso illiciale era trilobato e dotato di piccole depressioni. Il corpo, infine, era ricoperto di tubercoli spessi che si sovrapponevano leggermente l'uno all'altro. Tarkus era inoltre caratterizzato da raggi delle pinne pettorali molto larghi nella parte terminale, una condizione che non si riscontra in nessun altro membro della famiglia, e da una struttura peculiare dello scheletro assiale, che potrebbe rappresentare la condizione plesiomorfica per gli Ogcocephalidae. 

## Classificazione
Tarkus squirei venne descritto per la prima volta nel 2011 sulla base di cinque fossili molto ben conservati provenienti dalla famosa Pesciara di Bolca, in provincia di Verona. Tarkus mostra notevoli affinità con i pesci pipistrello dei generi Halieutaea e (soprattutto) Halieutichthys. Tarkus rappresenta i primi fossili articolati di Ogcocephalidae e i più antichi noti. La somiglianza con le forme attuali indicherebbe che il piano corporeo di questi animali si fosse sviluppato compiutamente già nell'Eocene medio, e che quindi l'origine di questo clade fosse avvenuta ben prima dell'Eocene. 

## Paleoecologia
Tarkus era un abitatore dei fondali di mari costieri caldi e tropicali, e si nutriva di piccoli pesci che catturava mediante una caccia d'agguato.